# Furnifold McLendel Simmons

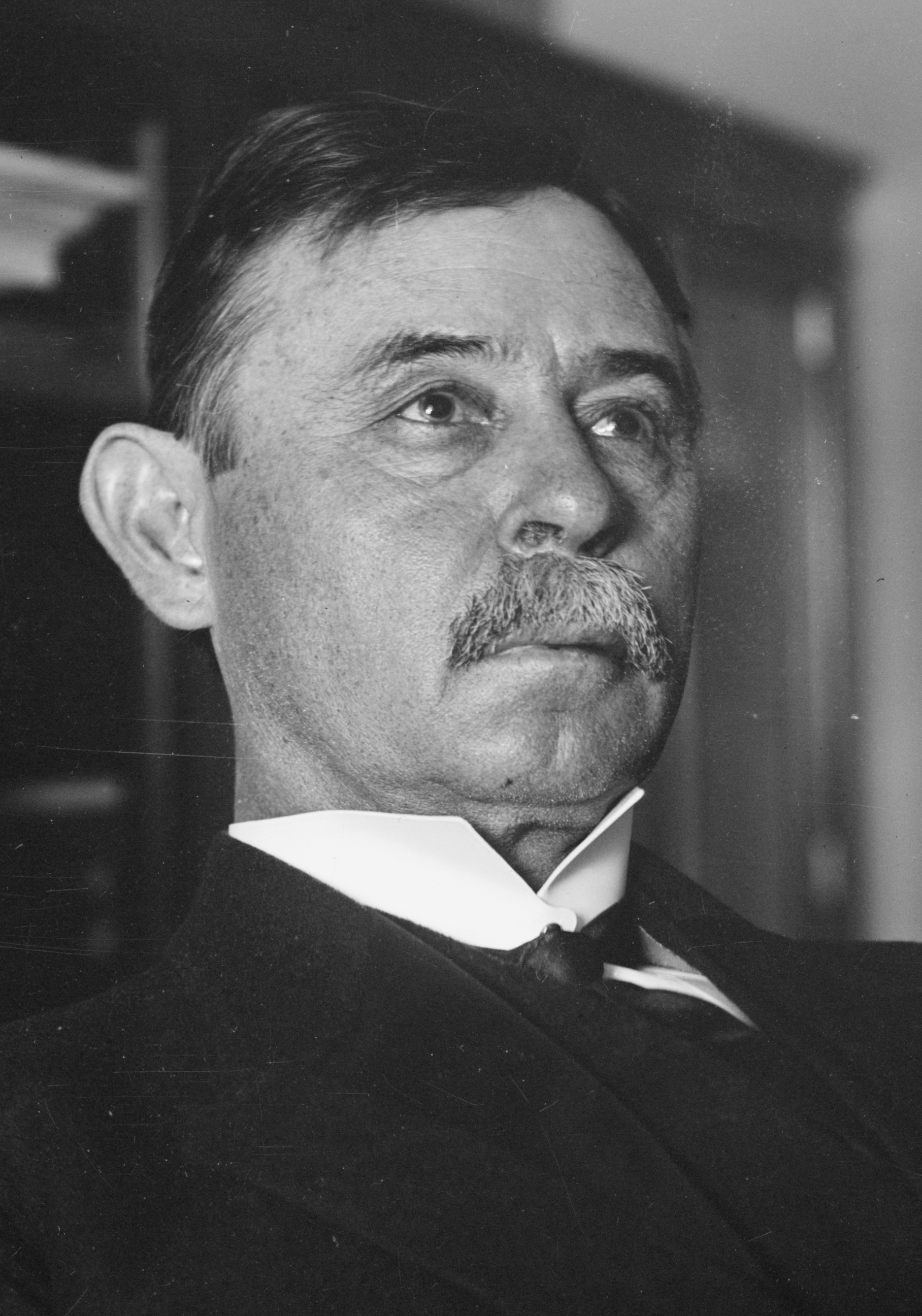
Furnifold McLendel Simmons

Furnifold McLendel Simmons (* 20. Januar 1854 bei Pollocksville, Jones County, North Carolina; † 30. April 1940 in New Bern, North Carolina) war ein US-amerikanischer Politiker (Demokratische Partei), der den Bundesstaat North Carolina in beiden Kammern des Kongresses vertrat.

## Jurist und Kongressabgeordneter
Furnifold McLendel Simmons kam auf der Plantage seines Vaters im Osten von North Carolina zur Welt. Er besuchte eine Privatschule und das Wake Forest College, ehe er 1873 seinen Abschluss am Trinity College in Durham machte. In der Folge studierte er die Rechtswissenschaften, wurde 1875 in die Anwaltskammer aufgenommen und begann im Jahr darauf in New Bern als Jurist zu praktizieren.
Am 4. März 1887 zog Simmons als Abgeordneter des zweiten Wahlbezirks von North Carolina ins Repräsentantenhaus der Vereinigten Staaten ein. Er verbrachte dort eine zweijährige Amtsperiode, unterlag beim Versuch der Wiederwahl aber dem Republikaner Henry P. Cheatham, der damit das einzige afroamerikanische Mitglied des Kongresses zu Beginn von dessen 51. Sitzungsperiode wurde. 1890 trat Simmons erneut zur Wahl an, war aber ohne Chance, zumal die Mehrheit der Demokraten den Kandidaten James M. Mewborne unterstützte. Dieser verlor aber ebenfalls gegen Cheatham.
Während dieser Zeit war Simmons wieder als Anwalt in New Bern tätig. 1893 ernannte US-Präsident Grover Cleveland ihn zum Steuereinnehmer (Collector of Internal Revenue) für den vierten Distrikt von North Carolina, was er bis 1897 blieb. Von 1898 bis 1900 stand er der Demokratischen Partei in seinem Staat vor, wobei er eine Strategie der White Supremacy vorgab. Als Folge dieser Politik wurde der afroamerikanischen Bevölkerung von North Carolina für ein halbes Jahrhundert das Wahlrecht vorenthalten.

## US-Senator
Auch nach seiner Wahl zum US-Senator im Jahr 1900 blieb Simmons der führende Kopf seiner Partei auf Staatsebene. Während seiner Zeit in Washington, D.C. fungierte A. D. Watts, ein Abgeordneter im Repräsentantenhaus von North Carolina, als sein Interessenvertreter. Simmons zog am 4. März 1901 in den Senat ein und konnte sein Mandat nach mehrmaliger Wiederwahl bis zum 3. März 1931 ausüben. In dieser Zeit war er von 1913 bis 1919 Vorsitzender des einflussreichen Finanzausschusses; er führte zudem den Vorsitz in einigen weiteren Ausschüssen.
Im Vorfeld der Präsidentschaftswahl 1920 bemühte sich Simmons um die Nominierung seiner Partei für das höchste Staatsamt. Er hatte aber bereits vor der Democratic National Convention keine Chance mehr auf die Kandidatur. Als sich Al Smith 1928 für die Demokraten um die Präsidentschaft bewarb, versagte Simmons diesem die Unterstützung. Dieser Umstand führte gemeinsam mit den Auswirkungen der Great Depression dazu, dass er im Jahr 1930 die demokratische Primary für seinen Senatssitz gegen den von Gouverneur Oliver Max Gardner unterstützten Josiah William Bailey verlor. Simmons kehrte nach New Bern zurück, wo er im April 1940 verstarb. Seit Juli 1938 war er der älteste noch lebende ehemalige US-Senator gewesen.